# Anton von Prokesch-Osten
Pour les articles homonymes, voir Osten.

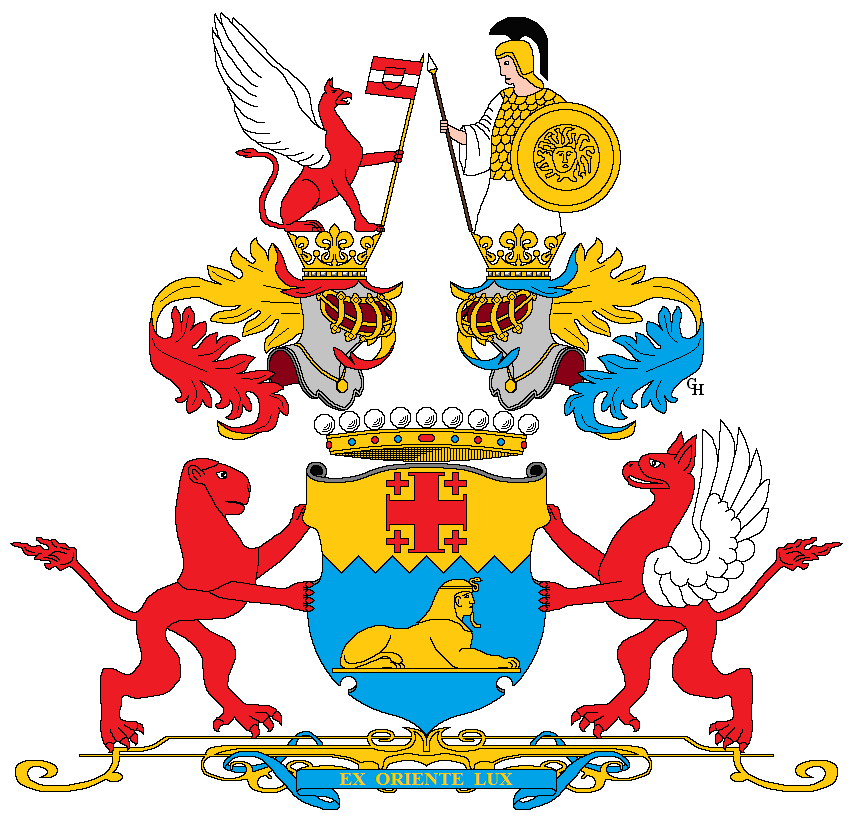
Prokesch-Osten (1871)

Anton comte de Prokesch-Osten (allemand : Anton Graf von Prokesch-Osten), né le 10 décembre 1795 à Graz et mort le 26 octobre 1876 à Vienne, est un diplomate, un homme d'État et un général autrichien.

## Carrière
Prokesch était un homme d’une grande polyvalence, dont la carrière aux facettes multiples, comme soldat, puis comme homme d’État, ont fait l’une des personnalités les plus remarquables de l’Autriche au XIXe siècle.
Il participa à la guerre contre la France en 1813-1814 et en 1815 comme officier d'ordonnance de l'archiduc Charles-Louis, puis enseigna les mathématiques dans une école militaire, avant de devenir, de 1818 à 1820, aide de camp et secrétaire du maréchal Karl Philipp von Schwarzenberg. Comme Schwarzenberg, ce chef militaire devait rejoindre le corps diplomatique, à l’invitation du prince de Metternich.
À partir de 1824, il fut envoyé en mission en Orient pour observer les divers conflits issus de la guerre d'indépendance grecque. Cette nomination constitua un tournant dans sa carrière. Il devint une autorité dans les langues et les cultures orientales. Par ailleurs, ses nombreuses publications savantes devaient faire de lui l’un des numismates et des orientalistes les plus respectés en Europe. En même temps, ses rapports politiques lui gagnèrent l'appui de Metternich. Chef d'état-major de la marine en 1827, il signa en 1829 avec le pacha d’Akka une convention en faveur des chrétiens en Terre sainte. En récompense de ses services, il se vit conférer le titre de Ritter von Osten (Chevalier de l’Orient) en 1830. La même année, il rencontra, lors d'un dîner, le duc de Reichstadt, fils de Napoléon Ier, qui avait lu son travail sur Waterloo, et se prit d'enthousiasme pour lui, dont il demeura l'ami jusqu'à sa mort. Il se rendit à Bologne en 1831 en tant que chef de l’état-major de l’armée autrichienne. En 1833, il contribua à la signature d’une paix entre le vice-roi Mehemet Ali, pacha d'Égypte, et le Sultan ottoman Mahmoud II au Caire. Il fut ambassadeur à Athènes de 1834 à 1849.
En 1849, le prince Felix von Schwarzenberg le nomma à Berlin (1849-1852), avec la mission de rétablir l’influence de l’Autriche en Allemagne, affaiblie après les révolutions de 1848. En allant à Berlin, il croyait qu’il était possible de rétablir l’entente qui avait prévalu entre l’Autriche et la Prusse et permis aux deux États de dominer la Confédération germanique après 1815. Cependant, il comprit rapidement que le roi Frédéric-Guillaume IV et son ministre préféré, Joseph von Radowitz, envisageaient la création d’un empire allemand au profit de la Prusse. Prokesch était prêt à favoriser une expansion prussienne limitée en Allemagne du nord, mais il comprit qu’il ne pourrait réconcilier les ambitions prussiennes avec les intérêts de l’Autriche et des autres États allemands. Isolé, Vienne le laissant fréquemment sans instructions, il se tourna vers Metternich. Devant l’indifférence de Schwarzenberg, qui était occupé par d’autres questions, Prokesh et ses collègues autrichiens avaient établi un réseau officieux pour s’échanger les informations et coordonner leurs actions. Depuis son exil à Bruxelles, où il demeurait depuis la révolution de 1848, Metternich avait aisément accepté de conseiller ses anciens subalternes ; il pouvait influencer le développement d’une approche autrichienne cohérente des affaires allemandes. La pleine restauration du régime confédéré dut beaucoup aux efforts de Prokesh, mais sa défense vigoureuse du rôle traditionnel de l’Autriche en Allemagne le rendit impopulaire à Berlin. En 1853, il fut rappelé et envoyé à Francfort, comme représentant de l’Autriche à la Diète fédérale. Désigné à la présidence de cette assemblée, il dut pendant deux ans supporter les intrigues et la tactique d’obstruction de son collègue prussien Otto von Bismarck. Lors de la guerre de Crimée, il proposa vainement la mobilisation de l’armée fédérale contre la Russie, que Bismarck sut empêcher. C'est là qu'en 1854, il se lia d'amitié avec Joseph Arthur de Gobineau.
En 1855, il fut nommé ambassadeur auprès de  la Sublime Porte, où il demeura seize ans. Lors de son départ, en 1871, l’empereur François-Joseph lui octroya le titre  héréditaire  de comte en récompense de soixante années de service distingué.
Il était membre de l’Académie des sciences de Berlin et de Vienne et possédait une importante collection de pièces de monnaie, qui a été achetée en 1875 par le musée de Berlin.
L'architecte Theophil von Hansen est l'auteur du mausolée bâti sur sa tombe, au cimetière St-Leonhard de Graz.

## Œuvres
- Sur la campagne de 1814 (Über den Feldzug 1814), Vienne, 1823.
- Souvenirs d'Égypte et d'Asie mineure (Erinnerungen aus Ägypten und Kleinasien), Vienne, 1829–1831, 3 tomes.
- La Terre entre les cataractes du Nil (Das Land zwischen den Katarakten des Nils), Vienne, 1831.
- Voyage en Terre Sainte (Reise ins Heilige Land), Vienne, 1831.
- Lettre à M*** sur le duc de Reichtadt par un de ses amis, Paris, 1832
- Lettre sur la mort du duc de Reichstadt, par un de ses amis, Paris, 1833
- Choses importantes et souvenirs d'Orient (Denkwürdigkeiten und Erinnerungen aus dem Orient), Stuttgart, 1836–1837, 3 tomes.
- Histoire du détachement des Grecs de l'empire turc en 1821 (Geschichte des Abfalls der Griechen vom türkischen Reich im Jahre 1821), Stuttgart, 1867, 6 tomes.
- Muhammad Ali, vice-roi d'Égypte, de mon journal intime 1826-1841 (Mehmed Ali, Vizekönig von Ägypten, aus meinem Tagebuch 1826–1841, Stuttgart, 1877.
- Écrits mineurs (Kleine Schriften), Stuttgart, 1842–1844, 7 tomes.
- Mes relations avec le duc de Reichstadt (Mein Verhältniß zum Herzog von Reichstadt), Paris, 1872.
- Correspondance entre le comte de Gobineau et le comte de Prokesch-Osten, 1854-1876, Paris, 1933.